# James Justin
James Michael Justin (Luton, 23 de fevereiro de 1998) é um futebolista britânico que joga como lateral-direito no Leicester City.

## Carreira

### Luton Town
Nascido em Luton, Bedfordshire, James Justin chegou no Luton Town em 2005 para jogar nas categorias de base do clube. Ele fez parte do sub-11 que venceu o Bayern de Munique da mesma categoria por 3 a 2 na final do Aarau Masters em 2009. Justin foi chamado para o time sub-18 enquanto ainda jogava no sub-16 por conta de algumas lesões de outros jogadores, e atuou como lateral-direito e meio-campo. Após isso ainda jogou pelo time B do clube, que foi campeão da divisão sul do The Central League. Justin assinou seu primeiro contrato profissional em 4 de novembro de 2015, válido até a temporada 2016-17. Ele foi para o banco pela primeira vez em 19 de dezembro, quanto o seu clube venceu o Exeter City por 3 a 2, mas não foi utilizado. Justin fez parte do time sub-18 que foi campeão da conferência sudeste da Youth Alliance e da Youth Alliance Cup em 2015-16, e alcançou as quartas de final da FA Youth Cup, quando perdeu por 1 a 0 para o Blackburn Rovers. Fez sua estreia pelo time principal no último jogo da temporada 2015-16, quando o Luton Town venceu o Exeter City por 4 a 1, entrando no minuto 83, substituindo Stephen O'Donnell.
Justin virou titular na temporada 2016–17, fazendo sua estreia como lateral-esquerdo na vitória por 3 a 1 sobre o Aston Villa na primeira rodada da EFL Cup, em 10 de agosto de 2016. Ele sofreu uma lesão no aquecimento antes da vitória por 2 a 1 sobre o Leyton Orient, em 15 de outubro, e voltou na vitória por 3 a 1 sobre o Exeter City na primeira rodada da FA Cup em 5 de novembro. Depois de atuar em 14 partidas por diferentes posições até o meio da temporada, James Justin renovou seu contrato com o Luton City até o junho de 2019, com opção de mais um ano. Ele foi eleito o melhor jogador jovem do Luton Town da temporada, eleito pela equipe do próprio clube.

## Títulos
Leicester City
- Copa da Inglaterra: 2020–21
- Supercopa da Inglaterra: 2021
- EFL Championship: 2023-24